# Max Greenfield
Max Greenfield (n. 4 septembrie 1979, Dobbs Ferry⁠(d), Westchester County, New York, SUA) este un actor american. A avut roluri secundare în serialele Veronica Mars și Betty cea urâtă⁠(d). A apărut în rolul lui Schmidt⁠(d) în sitcomul Viața cu Jess⁠(d), fiind nominalizat la Premiile Primetime Emmy⁠(d), Globul de Aur și la Critics' Choice Television Awards⁠(d) pentru interpretarea sa. Începând din 2018, acesta apare în rolul lui Dave Johnson în sitcomul CBS Vecinii noștri.
Greenfield a realizat vocea pentru Roger din franciza Epoca de gheață și alte personaje din emisiunile Bob's Burgers⁠(d), Robot Chicken⁠(d) și BoJack Horseman.

## Biografie
Greenfield s-a născut și a copilărit în Dobbs Ferry, New York⁠(d). Este evreu și a avut un Bar Mitzvah cu tema Saturday Night Live. A absolvit Liceul Liceul Dobbs Ferry⁠(d) în 1998. A fost membru al echipei de fotbal în timpul liceului.

### Cariera
Greenfield și-a început carieră de actor în 1998, imediat după absolvirea liceului. Acesta a apărut în seriale dramatice precum Boston Public⁠(d), Fetele Gilmore⁠(d) și Rebel în California. Primul său rol principal a fost în sitcomul Modern Men⁠(d). Greenfield a avut mai mult succes cu rolurile secundare din Veronica Mars și Greek⁠(d). În 2007, a obținut un rol secundar în Betty cea urâtă. Alte apariții includ remake-ul Melrose Place, No Ordinary Family⁠(d) și Castle.
A dezvoltat, produs și jucat în serialul de comedie The Gentlemen's League pentru canalul Audience Network⁠(d) în 2010. Greenfield a debutat în film odată cu lungmetraj Cross Bronx. De asemenea, a avut un rol principal în Când mâncăm?⁠(d) (2005), interpretând un magnat al internetului, care devine evreu hasidic după ce își pierde averea. În 2011, Greenfield a primit rolul lui Schmidt în sitcom-ul Viața cu Jess; interpretarea i-a adus nominalizări la Primetime Emmy Award pentru cel mai bun actor în rol secundar într-un serial de comedie și la Globul de Aur pentru cel mai bun actor în rol secundar – serial, miniserie sau film de televiziune.
În 2015, Greenfield a apărut într-o serie de reclame McDonald's, care promovau hamburgerii Sirloin Third Pound.
În 2018, Greenfield a obținut rolul principal - cel al lui Dave Johnson - în comedia Vecinii noștri a companiei CBS. A preluat contractul lui Josh Lawson⁠(d), cel care a interpretat personajul în episodul pilot. Pe 8 noiembrie 2018, s-a anunțat că Greenfield urmează să revină în rolul lui Leo D'Amato în Veronica Mars. În același an, Greenfield a obținut un rol episodic în cel de-al treilea sezon al serialului Netflix A Series of Unfortunate Events⁠(d).

## Acte de caritate
Max Greenfield a lucrat cu Fundația Young Storytellers⁠(d) de numărate ori, declarând că propriii săi copii l-au inspirat să ajute alți copii să-și găsească încrederea în sine și creativitatea.

## Viața personală
Este căsătorit cu directorul de casting Tess Sanchez din 2008. Cuplul are doi copii - o fiică Lilly și un fiu Ozzie.

## Filmografie

### Filme
| An   | Titlu                         | Rol                   | Note           |
| ---- | ----------------------------- | --------------------- | -------------- |
| 2004 | Cross Bronx                   | Ike Green             |                |
| 2005 | When Do We Eat?               | Ethan                 |                |
| 2014 | They Came Together            | Jake                  |                |
| 2014 | Veronica Mars                 | Leo D'Amato           |                |
| 2014 | About Alex                    | Josh                  |                |
| 2015 | Hello, My Name Is Doris       | John Fremont          |                |
| 2015 | The Big Short                 | Mortgage Broker       |                |
| 2016 | Ice Age: Collision Course     | Roger (voice)         |                |
| 2017 | Fist Fight\|                  | N/A                   | Producător     |
| 2017 | Shot Caller                   | Tom                   |                |
| 2017 | The Glass Castle              | David                 |                |
| 2017 | I'm Not Here                  | Dad                   |                |
| 2018 | A Futile and Stupid Gesture   | Chris Miller          |                |
| 2018 | The Oath                      | Dan Moore             |                |
| 2019 | What Men Want                 | Kevin Myrtle          |                |
| 2020 | Promising Young Woman         | Joe Macklemore III    |                |
| 2020 | Cats & Dogs 3: Paws Unite!    | Roger the Dog (voice) |                |
| 2022 | The Valet                     | Vincent Royce         |                |
| TBA  | Unfrosted: The Pop-Tart Story | TBA                   | În producție   |
| TBA  | First Time Female Director    | TBA                   | Post-producție |

### Seriale
| An              | Titlu                                                     | Rol                                                   | Note |
| --------------- | --------------------------------------------------------- | ----------------------------------------------------- | --- |
| 2000            | Undressed                                                 | Victor                                                | 3 episoade |
| 2002            | Boston Public                                             | Sean Tallen                                           | Episodul: "Chapter Thirty-Five" |
| 2003            | Gilmore Girls                                             | Lucas                                                 | Episodul: "Chicken or Beef?" |
| 2005–2007, 2019 | Veronica Mars                                             | Leo D'Amato                                           | 14 episoade |
| 2005            | Sleeper Cell                                              | Teen #2                                               | Episodul: "Al-Faitha" |
| 2006            | Modern Men                                                | Kyle Brewster                                         | Rol principal; 7 episoade |
| 2007            | The O.C.                                                  | Young Sandy Cohen                                     | Episodul: "The Case of the Franks" |
| 2007–2008       | Ugly Betty                                                | Nick Pepper                                           | 8 episoade |
| 2007            | Life                                                      | Bradley Sloane                                        | Episodul: "Tear Asunder" |
| 2008            | Greek                                                     | Michael                                               | 5 episoade |
| 2008            | Kath & Kim                                                | Bar fight guy                                         | Episodul: "Wicked Gay" |
| 2009            | Raising the Bar                                           | David Steinberg                                       | 4 episoade |
| 2009            | Melrose Place                                             | Mickey Richards                                       | Episodul: "Cannon" |
| 2010            | Castle                                                    | David Nicolaides                                      | Episodul: "Food to Die For" |
| 2010            | Lie to Me                                                 | Damien Musso                                          | Episodul: "The Whole Truth" |
| 2010            | No Ordinary Family                                        | Mr. Robbins                                           | Episodul: "No Ordinary Quake" |
| 2010–2011       | The Gentlemen's League                                    | Max                                                   | 2 episoade |
| 2010            | The Whole Truth                                           | Joseph Tucci                                          | Episodul: "Cold Case" |
| 2010            | Undercovers                                               | Redman                                                | Necreditat; episodul: "The Key to It All" |
| 2011            | Hot in Cleveland                                          | Steve                                                 | Episodul: "I Love Lucci, Part 1" |
| 2011            | Happy Endings                                             | Ian                                                   | Episodul: "You've Got Male" |
| 2011–2018       | New Girl                                                  | Winston Schmidt                                       | Rol principal, 7 sezoane Nominalizat – Critics' Choice Television Award for Best Supporting Actor in a Comedy Series (2012, 2013) Nominaliza – Golden Globe Award for Best Supporting Actor – Series, Miniseries or Television Film Nominalizat – Primetime Emmy Award for Outstanding Supporting Actor in a Comedy Series Nominalizat – Teen Choice Award for Choice TV Scene Stealer – Male |
| 2012            | NTSF:SD:SUV::                                             | Alistair McQueen                                      | Episodul: "Lights, Camera, Assassination" |
| 2013–2020       | Bob's Burgers                                             | Boo Boo                                               | Voce; 5 episoad |
| 2014            | Hot in Cleveland                                          | Doug                                                  | Episodul: "The One with George Clooney" |
| 2014            | Robot Chicken                                             | Bobby, LaserTech, Tuk                                 | Voce; episodul: "Super Guitario Center" |
| 2014–2015       | The Mindy Project                                         | Lee                                                   | 2 episoade |
| 2015            | American Horror Story: Hotel                              | Gabriel                                               | 3 episoade |
| 2017            | All Hail King Julien: Exiled                              | Kipper                                                | Voce; 2 episoade |
| 2017            | Will & Grace                                              | Eli Wolf                                              | Episodul: "How to Succeed in Business Without Really Crying" |
| 2018            | The Assassination of Gianni Versace: American Crime Story | Ronnie                                                | Rol secundar; 3 episoade |
| 2018–present    | The Neighborhood                                          | Dave Johnson                                          | Rol principal |
| 2018            | No Activity                                               | Cotric                                                | 2 episoade |
| 2019            | A Series of Unfortunate Events                            | Dewey Denouement, Frank Denouement, Ernest Denouement | Episodul: "Penultimate Peril: Part 1" și "Penultimate Peril: Part 2" |
| 2019            | BoJack Horseman                                           | Maximillian Banks                                     | Voce; 3 episoade |
| 2020            | Hoops                                                     | Lonnie                                                | Voce; 2 episoade |
| 2021            | Doogie Kameāloha, M.D.                                    | Dr. Arthur Goldstein                                  | Episodul: "Mom-Mentum" |
| 2022            | American Horror Stories                                   | Bryce                                                 | Episodul: "Aura" |